# 细杆沙蒿
细杆沙蒿（学名：Artemisia macilenta）是菊科蒿属的植物。分布于俄罗斯以及中国大陆的山西、河北、内蒙古等地，生长于海拔600米至1,500米的地区，常生于林缘、干河谷与岸边路旁、草原、中、低海拔地区的干山坡和森林草原，目前尚未由人工引种栽培。

## 别名
小砂蒿（辽宁），细叶蒿（内蒙古），“那力薄其-沙里尔日”（蒙语名）